# Kearons (Mondkrater)
Kearons ist ein kleiner Einschlagkrater auf der Rückseite des Erdmondes und kann deshalb von der Erde aus nicht direkt beobachtet werden. Er liegt nordwestlich des Mare Orientale in dem Gürtel aus Auswurfmaterial, der die Mondkordillere umgibt. Der Krater besitzt eine relativ isolierte Lage, da möglicherweise alle nahegelegenen Merkmale der Oberfläche durch Auswurfmaterial begraben wurden.
Die nächstgelegenen größeren Oberflächenmerkmale sind in einiger Entfernung im Süden der Krater Lewis und in nordnordöstlicher Richtung der Krater Grachev. Zwischen den Bergketten der Kordillere und dem Rook-Gebirge liegt im Osten der Krater Lowell.
Der Kraterrand von Kearons stellt ein abgerundetes Vieleck dar. Der scharfkantige Grat ist im Nordwesten durch einen Minieinschlag gezeichnet. Innenwände und Kraterboden weisen keine auffälligen Merkmale auf.
Etwa einen Kraterdurchmesser südwestlich von Kearons liegt ein kleinerer Krater mit einem einfachen Strahlensystem. Im Norden, Süden und Südwesten erreichen diese Strahlen eine Länge von bis zu 100 Kilometern.
| Buchstabe | Position            | Durchmesser | Link |
| --------- | ------------------- | ----------- | ---- |
| U         | 10,68° S, 116,28° W | 13 km       |      |